# Incisivosaurus
Incisivosaurus – rodzaj niewielkiego teropoda z grupy owiraptorozaurów. Żył we wczesnej kredzie na terenie dzisiejszych Chin. Holotyp odkryto w najniższej warstwie dolnokredowej formacji Yixian na zachodzie prowincji Liaoning. Mierząca około 10 cm długości czaszka Incisivosaurus była niska, a w szczękach znajdowały się zęby. Dwa przednie zęby premaksillarne były znacznie powiększone i przypominały siekacze gryzoni, zaś zęby policzkowe niewielkie i liściokształtne. Uzębienie Incisivosaurus gauthieri jest poznane najlepiej spośród wszystkich owiraptorozaurów. Budowa zębów sugeruje, że dinozaur ten był roślinożerny. Według przeprowadzonej przez Xu Xinga i współpracowników analizy filogenetycznej Incisivosaurus jest owiraptorozaurem bardziej bazalnym niż Caudipteryx i Oviraptoridae. Cechami odróżniającymi Incisivosaurus od innych owiraptorozaurów był pysk dłuższy niż połowa całej czaszki, smukła żuchwa z dużym oknem oraz obecność dużych, spłaszczonych przednich zębów. Występowanie zębów potwierdza bazalną pozycję Incisivosaurus wśród innych owiraptorozaurów, gdyż bardziej zaawansowani przedstawiciele tej grupy byli bezzębni.
W 2010 roku Xu Xing i współpracownicy opisali skamieniałości dwóch juwenilnych osobników z bardzo dobrze zachowanymi piórami; osobniki te pierwotnie zostały zaliczone do rodzaju Similicaudipteryx, jednak w późniejszej publikacji Xu (2020) przeniósł je do rodzaju Incisivosaurus. U młodszego z nich proksymalne części sterówek i lotek przypominały wstążkę, podczas gdy u osobnika starszego, bliskiego osiągnięcia dorosłości, były już piórami ostatecznymi. Znaczące zmiany morfologiczne piór podczas ontogenezy powszechnie występują u współczesnych ptaków, jednak schemat obecny u Incisivosaurus nie jest u nich znany. Richard Prum nie zgodził się z interpretacją Xu i in. i zasugerował, że pióra obu osobników są w rzeczywistości niemal identyczne, lecz u młodszego zwierzęcia zachowały się w przejściowym stadium rozwoju, podczas wyłaniania się dystalnej części chorągiewki z pochwy pióra. Xu et al. ponownie wsparli swoją teorię, przyznając jednak, że odnalezienie skamieniałości kolejnych młodych osobników z normalnymi piórami lotnymi wesprze teorię Pruma.
Nazwa rodzajowa Incisivosaurus odnosi się do dużych przednich zębów dinozaura, przypominających powiększone siekacze gryzoni, zaś epitet gatunkowy gatunku typowego, gauthieri, honoruje Jacques'a Gauthiera, amerykańskiego paleontologa i zoologa, pioniera kladystyki.